# Jean-Joseph de Bonnegens
Jean-Joseph de Bonnegens, seigneur des Hermitans, du Château et de La Grange, est un homme politique français né le 24 juin 1750 à Saint-Jean-d'Angély (Charente-Maritime) et décédé le 29 novembre 1817 au même lieu.

## Biographie
Jean Joseph de Bonnegens des Hermitans est le fils de Jean Baptiste de Bonnegens, seigneur des Hermitans, conseiller du roi, rapporteur du point d'honneur à Saint-Jean-d'Angély, et de Marie Gabrielle Henry. Il épouse Anne Torcheboeuf-Lecomte.
Avocat et lieutenant général de la sénéchaussée de Saintonge et siège royal de Saint-Jean-d'Angély, il est député du tiers état aux États généraux de 1789. Il siège avec les modérés. 
En 1800, il est nommé président du tribunal civil de Saint-Jean-d'Angély et y reste jusqu'à son décès.

## Sources
- « Jean-Joseph de Bonnegens », dans Adolphe Robert et Gaston Cougny, Dictionnaire des parlementaires français, Edgar Bourloton, 1889-1891 [détail de l’édition]